# Чудомир Начев
Чудомир Кірілов Начев (болг. Чудомир Кирилов Начев; 24 лютого 1936, Софія, Третє Болгарське царство — 23 серпня 2005, Лондон, Велика Британія) — болгарський лікар, доктор медичних наук; професор, академік; спеціаліст у галузі внутрішніх хвороб і кардіології.

## Біографія
Народився 24 лютого 1936 року в Софії. Закінчив Вищий медичний інститут у Софії. Стажувався у Великій Британії, Відні, Дюссельдорфі та Парижі. Був одним із видатних болгарських фахівців у галузі внутрішніх хвороб і кардіології, а також видатним клінічним фахівцем. Доктор медичних наук, завідувач кафедри пропедевтики внутрішніх хвороб Софійського медичного університету у 1989—1999 роках, керівник кардіологічної клініки при медичному університеті. Був головним республіканським експертом з внутрішніх хвороб. З 2000 року обіймав посаду директора клініки внутрішніх хвороб при університетській багатопрофільній лікарні активного лікування імені Святої Анни. Колишній директор культурного центру «Вітгенштейн» у Відні.
Популярність йому принесли дослідження в поведінці поверхневих вен й аналізу порушень ритму серця. Доктор Начев розробив методику та комп'ютерні пристрої, призначені для глибокого проникнення у регуляцію серця. Він став знаний як автор досліджень ролі особливого виду білка при артеріальній гіпертонії, розробник 14 нових лікарських препаратів, керівник процесу створення нових технологій для виробництва молочних продуктів без шкідливих добавок й один з піонерів виробництва сиру «Здраве». Займався проблемами гіпертензіології, патобіохімії (визначив функції білків-металлотіонеїнів), епідеміології в галузі серцево-судинних захворювань і неврокардіології.
Начев був директором Наукового інституту внутрішніх хвороб Медичної академії у 1989—1994 роках і головою Науково-медичного товариства внутрішніх хвороб. Один із засновників Болгарської ліги гіпертонії, головою якої був з 1992 року. Член Королівського коледжу лікарів Великої Британії. Засновник Болгарської національної медичної академії, її президент у 1995—2002 роках, за допомогою Болгарської академії наук і Болгарської ліги гіпертонії організував понад 100 медичних симпозіумів, що охоплювали різні галузі медицини. За оцінкою професора Радослава Гайдарського, доктор Начев зробив неоціненний внесок у розвиток болгарської кардіології завдяки своїй дослідній, клінічній, консультаційній та викладацькій діяльності, а також активній участі у наукових форумах Болгарії та за кордоном, всіляко захищав ім'я та досягнення болгарської медицини.
Помер 23 серпня 2005 року у Лондоні, де перебував останні два місяці. Відспівування відбулося 6 вересня у Церкві святих Сьомочисельників; на прощанні були присутні такі фахівці в галузі медицини, як-от Петро Червеняков, Тодор Станкушев, Іван Чорноземський і Румен Цанев; художники Борислав Стоєв і Дора Бонева, режисери Вілі Цанков і Людмил Стайков, письменник Антон Дончев і диригент Борис Спасов.
Дочка Адріана — архітекторка, мешкала в Лондоні.

## Нагороди
- Орден «Стара планина» І ступеня (23 лютого 2006, посмертно)[5]
- Почесний член Болгарської академії наук (2002)[5]
- Почесне звання «Лікар 2004 року Болгарії»[4]

## Пам'ять
4 січня 2006 року було засновано фонд «Академік Чудомир Начев», який ставив за мету збереження та примноження наукової спадщини Чудомира Начева.
Ім'я Чудомира Начева названо вулицю у Софії.